# Thelwall
Thelwall est un village du Cheshire, en Angleterre. Il est situé dans la banlieue de Warrington. Bordé par le canal maritime de Manchester, il jouxte les villages de Lymm et Grappenhall. Administrativement, il relève de l'autorité unitaire de Warrington. Au recensement de 2011, la paroisse civile de Grappenhall and Thelwall comptait 9 377 habitants.

## Étymologie
Thelwall est un nom d'origine anglo-saxonne : il est formé des éléments thel « planche » et wēl « mare », désignant ainsi un plan d'eau situé près d'un pont en planches. Il est attesté sous la forme Thelwæle dans la Chronique anglo-saxonne pour l'année 923.